# Вышний Волочёк
Вы́шний Волочёк — город (с 1770 года) в Тверской области России. Административный центр муниципального образования Вышневолоцкий городской округ.
Население — 45 830 человек (2021).
Город расположен на северо-восточной окраине Валдайской возвышенности, на реке Цна (Вышневолоцкое водохранилище), в 119 км к северо-западу от Твери. В Вышнем Волочке берёт исток река Тверца.
Вышний Волочёк находится на 297 км федеральной дороги «Россия» М10 (Москва—Санкт-Петербург), имеется железнодорожная станция.

## Правописание
Некоторые современные словари рекомендуют написание Волочёк, другие же — Волочок. На официальном сайте города составитель сайта записал Вышний Волочёк. Однако, по общеупотребительным правилам после шипящей согласной под ударением пишут суффикс -ок (волчо́к, бережо́к, половичо́к, значо́к).

## История
Наиболее часто датой первого упоминания Вышнего Волочка называют 1437 год, когда предстоятель Русской церкви митрополит Исидор проследовал через него на Флорентийский собор. Это нашло отражение в написанном тогда же «Хождении на Флорентийский собор». Однако русский историк В. Н. Татищев, опираясь на летописные источники, считал, что Вышний Волочёк был впервые упомянут под 1135 год. Сам волок в данном месте упоминается в Московском летописном своде конца XV века под 1196 год: «А Ярославъ княжа в Торжьку, и по волости тои и дани поима и по верхъ Мъсты за волоком дани поима». Проблема с датировкой первого упоминания Волочка состоит в том, что в русских летописях довольно часто упоминаются те или иные волоки, и не всегда возможно точно установить, какой конкретно из них имеется в виду.
Первое общепризнанное летописное упоминание Вышнего Волочка — 1471 год, в Воскресенской летописи.
Город возник на водоразделе двух водных бассейнов — Балтийского и Каспийского. Грузы со стороны Волги поднимались по реке Тверца до Николо-Столбенской пристани, разгружались и гужевым транспортом перевозились до реки Цна. Там товары снова грузились на суда, которые волоком перетаскивались по суше, и водой шли в Новгород. Место сухопутного перетаскивания кораблей и сухопутной перевалки и получило название Волок или Волочёк. Слово Вышний отличает его от Нижнего Волока, проложенного в обход Боровичских порогов ниже по течению реки Цны и озера Мстина на реке Мсте.
Волок из Тверцы в Цну входил в состав Новгородской земли.
При Иване Третьем был учреждён Вышневолоцкий ям.
В XVI веке Вышний Волочёк — крупное ремесленное торговое поселение Бежецкой пятины. Оно называлось Никольским погостом, или погостом на Вышнем Волочке. В 1546 году в Вышнем Волочке было «73 двора тяглых, 13 церковных и 9 пустых». По данным писцовой книги, в 1582 году здесь стояли два храма, 5 лавок, один амбар, 45 «пашенных и непашенных дворов». Судя по сократившемуся с 1546 по 1582 год количеству дворов, можно предположить, что Волочёк пострадал от проходившего через него опричного войска Ивана Грозного, направлявшегося в 1569 году со стороны Твери в карательный поход на Новгород.
В Смутное время Волочёк захватили и разрушили польские войска.
Иностранные путешественники, посещавшие Россию в XVII веке, часто упоминали Вышний Волочёк, а в путевом альбоме имперского посла Мейерберга имеется его изображение, относящееся к 1661 году, с надписью: «Вышний Волочёк, деревня великого князя при реке Цне».

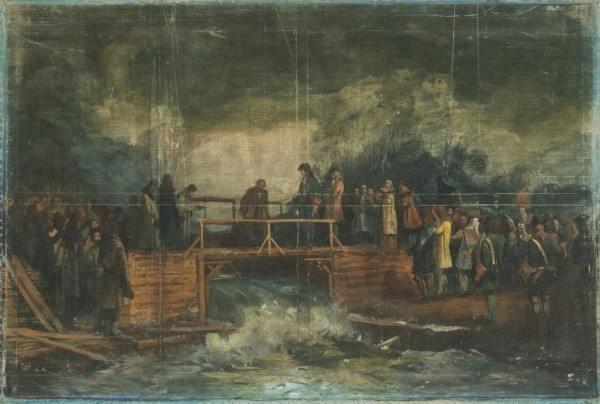
Заботы о путях сообщения / Петр на Тверецком шлюзе (февраль 1723), Бочаров М. И., 1872 г.

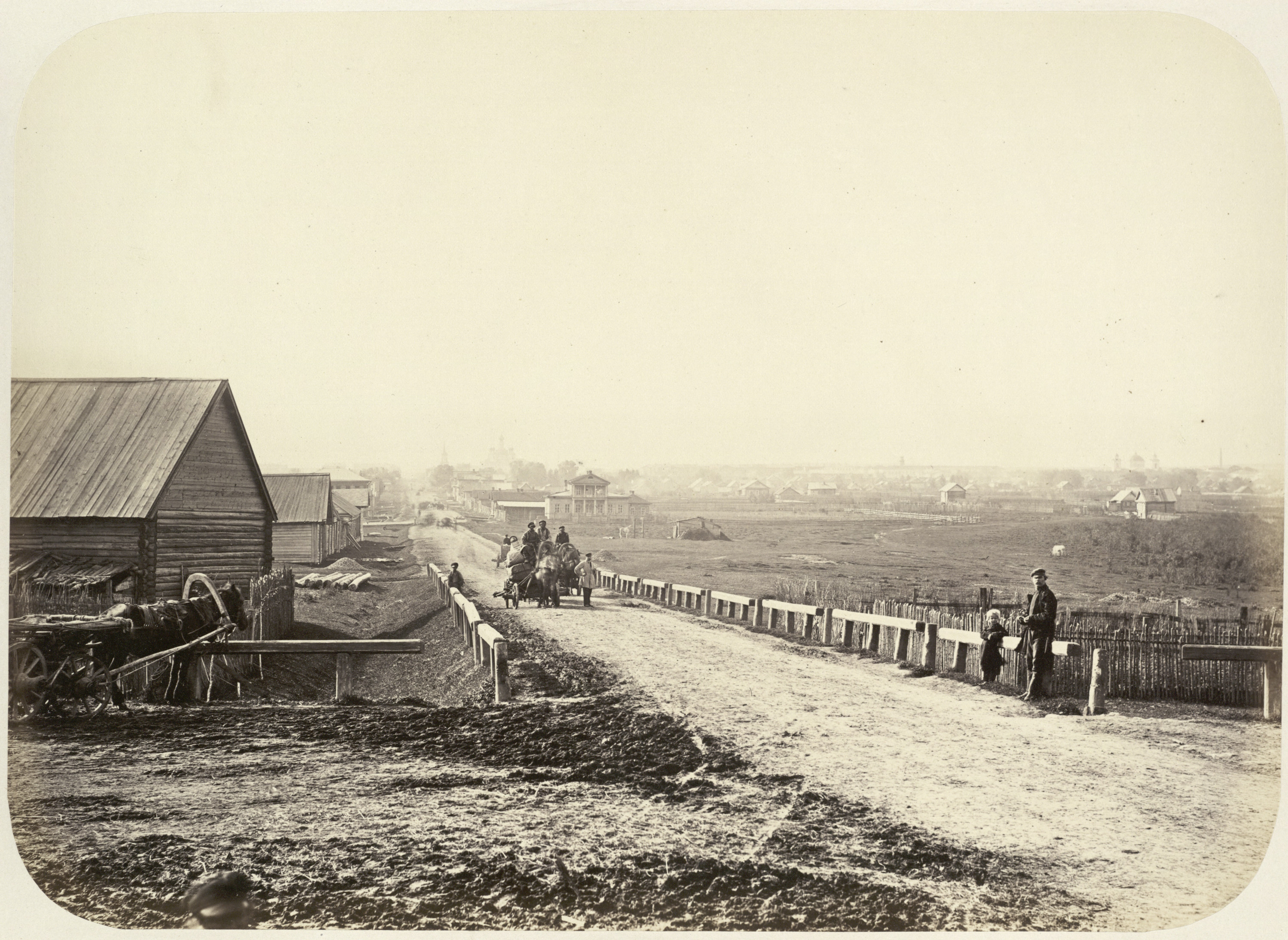
Вид на Вышний Волочёк со стороны железной дороги в 1860-е годы

В 1703—1722 годах по распоряжению Петра I в Вышнем Волочке построен Тверецкий канал из Тверцы в Цну — первый искусственный водный путь в Российской империи. Канал был передан в содержание новгородскому купцу М. И. Сердюкову. В 1719—1722 годах под его управлением был построен Цнинский канал, ныне являющийся одной из доминант центральной части города. В результате его деятельности по обустройству и развитию каналов и других гидротехнических сооружений возникла Вышневолоцкая водная система — старейшая искусственная водная система в России. Вся история Вышнего Волочка в XVIII — первой половине XIX веков тесно связана с этой системой, благодаря которой данное поселение поднялось на торговле, выросло в размерах и стало городом. Он был фактически расположен вдоль каналов и сильно зависел от проходящих караванов судов.
В 1770 году Вышний Волочёк получил статус города в составе Новгородской губернии. В 1772 году последовал императорский указ «Об устройстве вновь учреждаемых городов Вышнего Волочка, Валдая, Борович и Осташкова», в связи с чем периодически возникают дискуссии о дате получения Волочком городского статуса. С 1775 года — в Тверском наместничестве (с 1796 года — губернии).
Вплоть до начала XIX века Вышневолоцкая система служила важнейшим путём сообщения С.-Петербурга с центральной Россией, снабжения новой столицы продовольствием. Это обусловило особое внимание императорской власти к Вышнему Волочку, что нашло отражение в гербе города, утверждённом Екатериной II. В указе об утверждении герба отмечалось: «Вышний Волочёк есть такое селение, которое, чрез имеющиеся близ его слюзы и чрез великой проход судов, пользу великую Российской коммерции приносит; сего ради герб его все сие следующими знаками изображает. Серебряной щит с вершиною горностаевого меха, на которой изображена императорская золотая корона, означающая милость и покровительство Ея Императорского величества; в конце щита на голубом волнистом террасе, изображающем воду, видна лодка, нагруженная натурального цвета, показующая проход судов близ сего селения».
В 1785 году Екатерина II посетила Вышний Волочёк специально для осмотра сооружений водной системы, после чего последовало указание об отделке шлюзов и каналов гранитом, что определило их характерный облик до наших дней.
Перевозки по водной системе достигли максимума в 1823—1829 годах. В первой половине XIX века в Вышнем Волочке появились промышленные предприятия: два свечных, один канатный, кожевенный и четыре кирпичных завода. Открылись три училища — уездное духовное с приходским, уездное гражданское с приготовительным классом и училище для солдатских детей по части военного сообщения (кантонистов). В период с 1833 по 1841 годы городским головой 3 раза подряд избирается М. Ф. Ванчаков, купец первой гильдии, почётный гражданин Вышнего Волочка. При нём Вышний Волочёк стал одним из самых благоустроенных городов губернии, старые деревянные мостовые заменили на каменные, устроено 3 каменных моста: Петербургский, Тверецкий и Цнинский, осушительные каналы, построен первый корпус торговых рядов и каменная Троицкая церковь на берегу Тверецкого канала. К середине XIX века Вышний Волочёк являлся одним из крупнейших городов Тверской губернии.

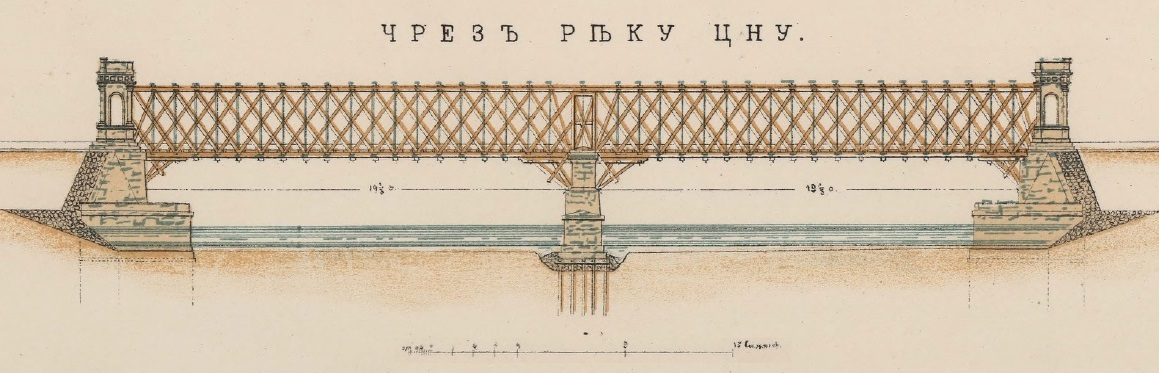
Железнодорожный мост через Цну с деревянными пролётными строениями в середине XIX века

В августе 1849 года началось движение по участку Вышний Волочёк — Тверь строившейся тогда Николаевской железной дороги. В ноябре 1851 года она вступает в строй целиком, в 1870 году — Рыбинско-Бологовская железная дорога. Железные дороги быстро берут на себя основной грузопоток, и Вышневолоцкая водная система постепенно теряет своё значение. После этого основным направлением развития города становится промышленное производство: развиваются текстильная, стекольная и деревообрабатывающая отрасли промышленности.
В 1857 году Ф. Я. Ермаков основывает бумаготкацкую фабрику «Волочёк» в Солдатской слободе (ныне — фабрика «Парижская коммуна»), с 1887 года принадлежала К. Прохорову.
В том же году в селе Заворово торговым домом «А. Шилов и сын» построена бумагопрядильная фабрика, которую в 1869 году купили братья П. и В. Рябушинские (ныне — ООО «Вышневолоцкий хлопчатобумажный комбинат»).
В 1859 году на Ключинской пустоши В. Ф. Самарин открыл химический завод, купленный затем вышневолоцким купцом А. В. Болотиным и перепрофилированный в стекольный. В советское время завод получил название «Красный май». Здесь дважды выполняли правительственный заказ на изготовление рубиновых звёзд для Московского Кремля.
В 1875 году основан лесопильный завод купца Н. Фёдорова, ныне — ОАО «Вышневолоцкий мебельно-деревообрабатывающий комбинат».
В 1881 году в Вышнем Волочке открывается «Таболка», вторая крупная фабрика Прохоровской мануфактуры. В советское время получила название «Пролетарский авангард» и стала одним из крупнейших предприятий города. К середине 2000-х годов предприятие прекратило существование.
В начале XX века в Вышнем Волочке имелось 9 церквей, несколько каменных и деревянных часовен, 1 синагога. В окрестностях города действовали 2 монастыря: Казанский женский и Николо-Столпенский мужской.
С 1896 года городе работает Вышневолоцкий областной драматический театр.
В 1912 году построен и открыт первый в городе кинотеатр «Кинематограф Звезда» (Казанский пр., 22).
26 октября (8 ноября) 1917 года Совет рабочих депутатов в Вышнем Волочке избрал ревком и установил в городе Советскую власть. 30 октября на её сторону перешёл гарнизон города, четыре роты 261-го пехотного полка и 5-й Казанский ударный батальон.
С 30 марта 1918 начала выходить газета «Известия Вышневолоцкого Совета крестьянских и рабочих депутатов», которая после смены множества названий с 1940 года именуется «Вышневолоцкая правда» — до настоящего времени главный официальный печатный орган города.
Летом 1918 года в Вышнем Волочке, как и по всей стране, возникла острая нехватка продовольствия. В конце 1918 года были национализированы крупнейшие предприятия города: текстильные — мануфактура братьев Рябушинских (получила название «Вышневолоцкая мануфактура»), «Таболка», «Волочёк», и другие.
В июле 1919 года в районе села Спас-Ясеновичи (ныне — Есеновичи) Вышневолоцкого уезда произошло антибольшевистское восстание «зелёных», основной силой которого стали местные крестьяне, возмущённые продразвёрсткой. В Вышний Волочёк для подавления восстания из Твери и Москвы были направлены регулярные воинские части, включая артиллерию.
К концу Гражданской войны в городе и уезде из 26 фабрик и заводов работали, причём не на полную мощность, только Вышневолоцкая мануфактура и Ключинский стекольный завод. В 1922—1926 годах велась работа по восстановлению производства. В частности, в 1925—1926 годах была возобновлена работа фабрик «Волочёк» («Парижская коммуна» — датой повторного открытия было 18 марта, день возникновения Парижской коммуны) и «Таболка» («Пролетарский авангард»). В 1926 году текстильная промышленность города в целом восстановила довоенный (то есть до 1914 года) уровень производства.
В 1935 году был снесён главный храм города — Казанский собор 1771 года постройки (располагался на месте нынешнего городского суда). Примерно тогда же были снесены Петропавловская церковь возле городского сада и Троицкая церковь за Тверецким каналом.
В 1941—1943 годах город находился в прифронтовой полосе, подвергался налётам немецкой авиации, в крупных общественных зданиях был размещён 21 госпиталь. На братском воинском кладбище покоятся 1727 советских солдат и офицеров, умерших от ран в этих госпиталях.
В 1970 году для проезда между центром города и районом Вышневолоцкая был построен путепровод через Октябрьскую железную дорогу.

### Городская застройка

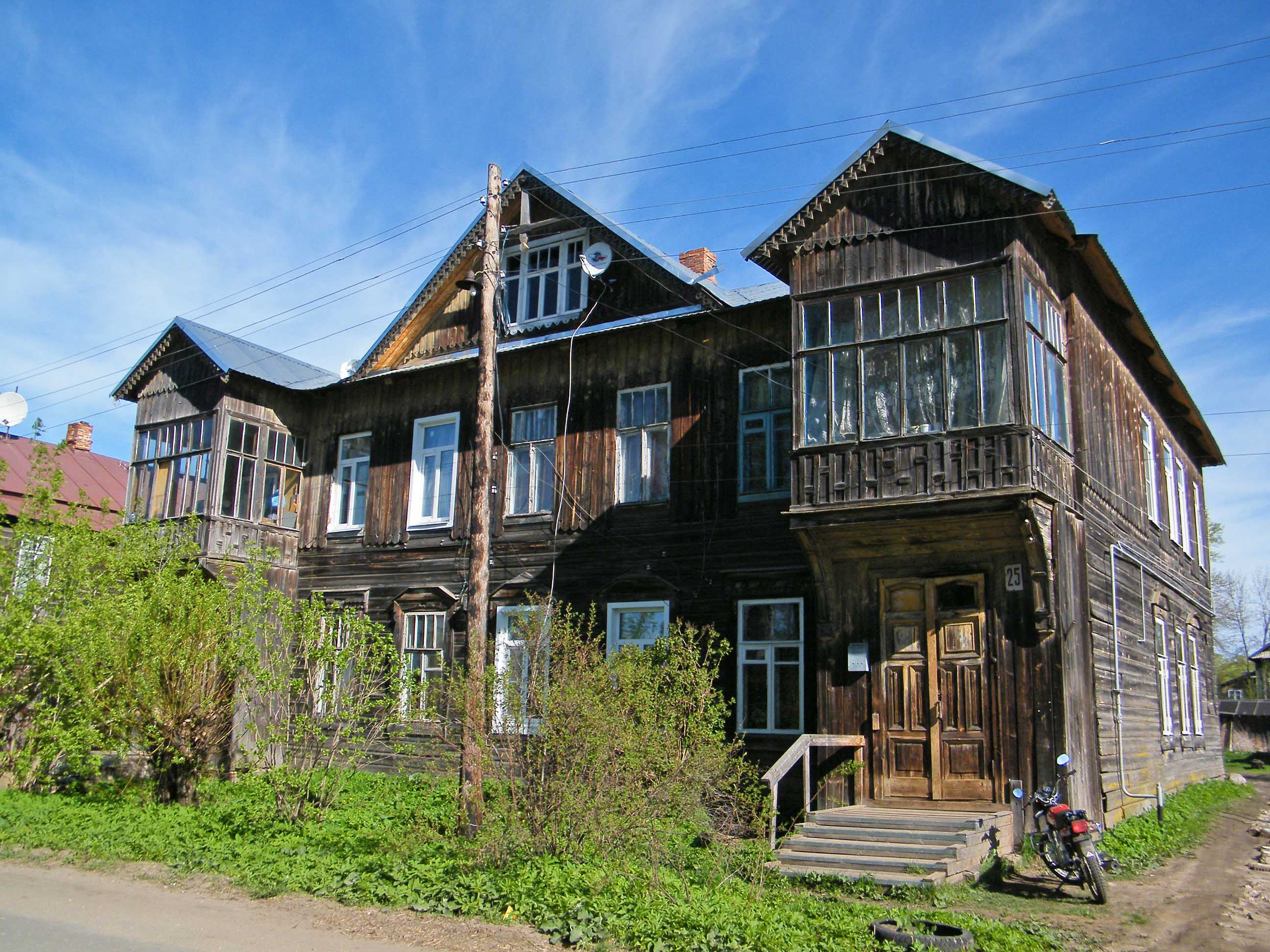
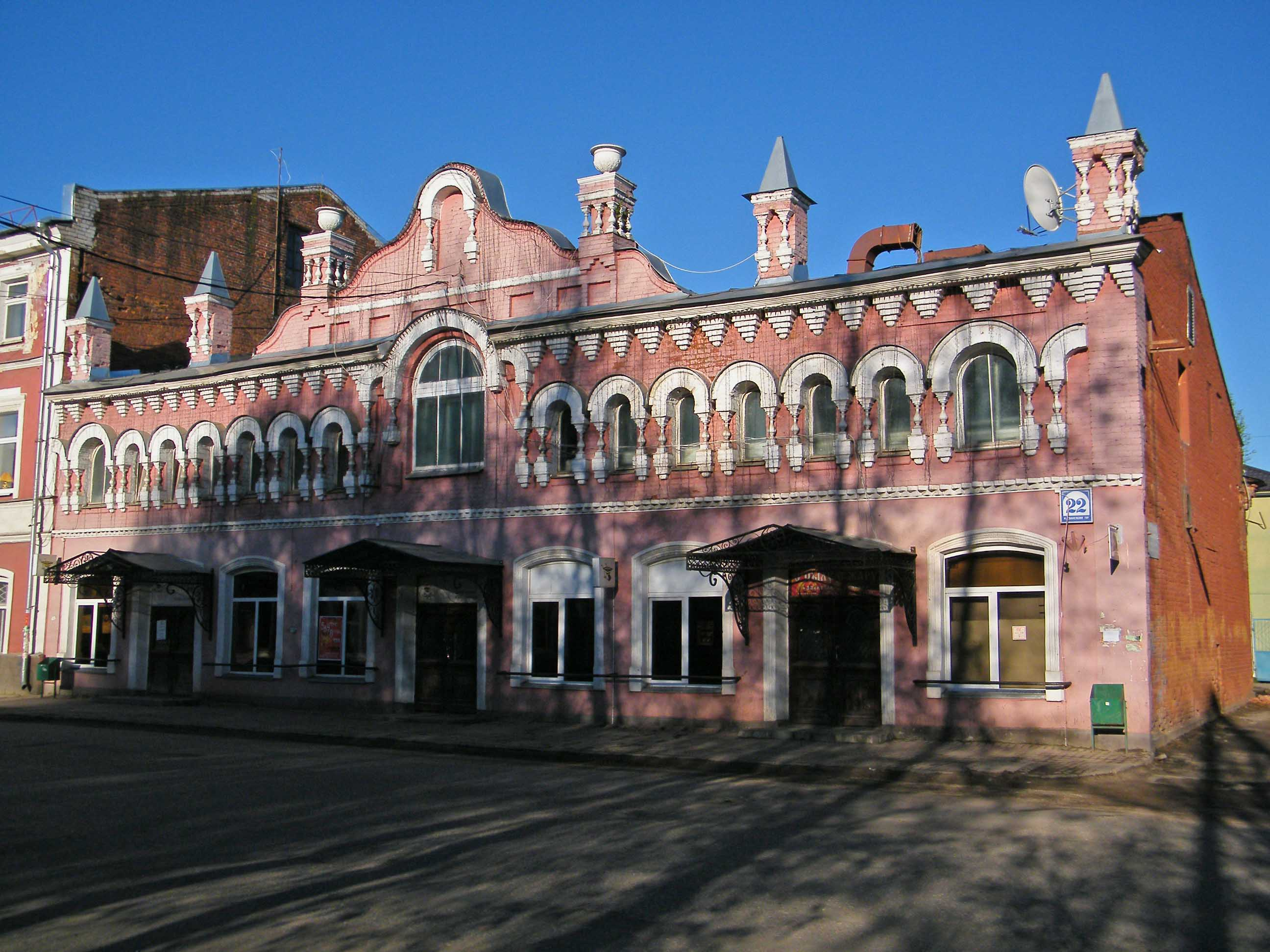
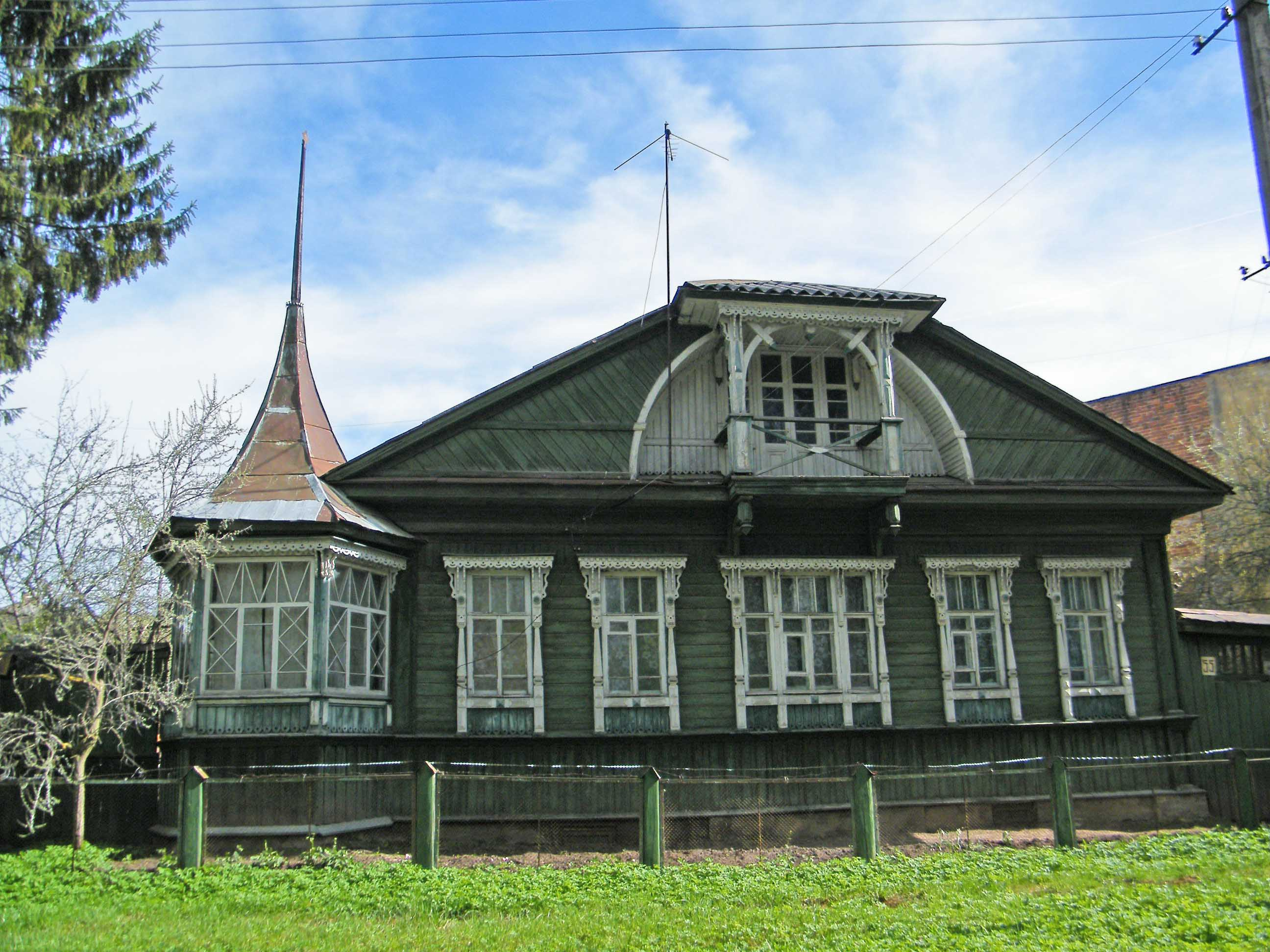
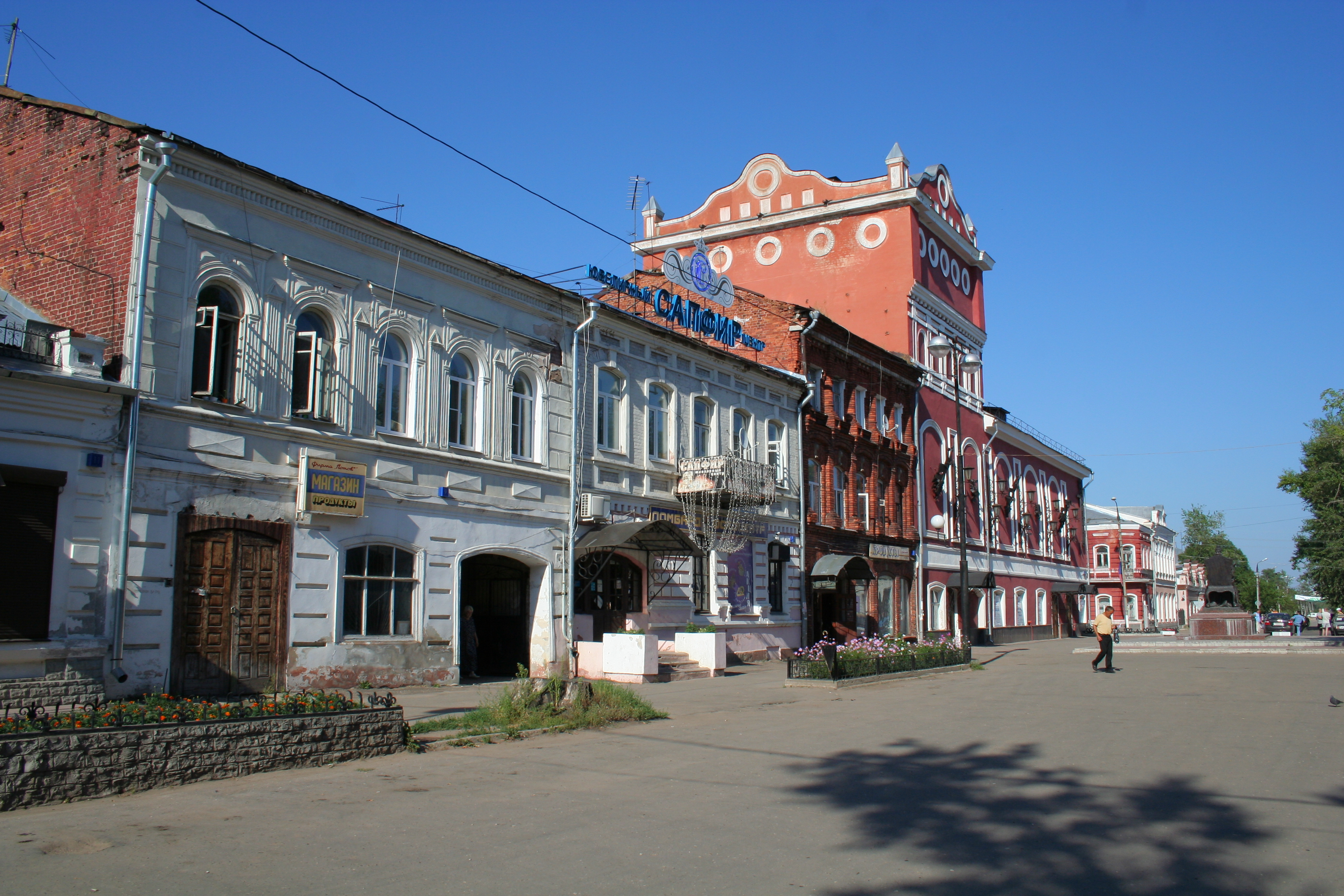

## Климат
В конце XIX века отмечали, «климат — сырой и крайне нездоровый. Холера, посещая в нынешнем столетии несколько раз Тверскую губернию, ни разу не миновала Вышнего Волочка». Климат Вышнего Волочка — умеренно континентальный, с продолжительной, снежной зимой и коротким, не выходящим за рамки календарного, умеренно-тёплым летом. 
| Показатель                              | Янв. | Фев. | Март | Апр. | Май  | Июнь | Июль | Авг. | Сен. | Окт. | Нояб. | Дек. | Год |
| --------------------------------------- | ---- | ---- | ---- | ---- | ---- | ---- | ---- | ---- | ---- | ---- | ----- | ---- | --- |
| Средний суточный максимум, °C           | −5,8 | −4,7 | 1,7  | 9,6  | 17   | 20,9 | 22,9 | 20,8 | 14,6 | 7,5  | 0,6   | −3,8 | 8,5 |
| Средняя температура, °C                 | −8,7 | −8,3 | −2,4 | 4,7  | 11,5 | 15,5 | 17,6 | 15,6 | 10,1 | 4,4  | −1,6  | −5,9 | 4,3 |
| Средний суточный минимум, °C            | −12  | −12  | −6,4 | 0    | 5,9  | 10,2 | 12,5 | 10,7 | 6    | 1,4  | −3,9  | −9,1 | 0,3 |
| Норма осадков, мм                       | 36   | 30   | 28   | 34   | 52   | 71   | 85   | 66   | 58   | 55   | 44    | 42   | 601 |
| Источник: MSN Weather, climate-data.org |      |      |      |      |      |      |      |      |      |      |       |      |     |

## Население
В 1886 году в Вышнем Волочке насчитывали 15881 жителей (7931 мужчина и 7950 женщин), в конце XIX века он являлся одним из самых людных и благоустроенных городов Тверской губернии; его украшали каналы и шлюзы, окружённые садами и бульварами. В городе действовало 15 фабрик и заводов (наиболее крупными были 2 бумагопрядильные и ткацкая фабрики), 436 торговых заведений. Имелись земская больница и 6 школ.
| 1825    | 1833    | 1840    | 1847    | 1856    | 1859    | 1863    | 1867    | 1870    | 1885    | 1897    | 1910    | 1913    |
| ------- | ------- | ------- | ------- | ------- | ------- | ------- | ------- | ------- | ------- | ------- | ------- | ------- |
| 7176    | ↗8844   | ↘8782   | ↘8319   | ↗8340   | ↗13 554 | ↗13 873 | ↗15 133 | ↗17 408 | ↘15 838 | ↗16 612 | ↗17 485 | ↗19 200 |
| 1917    | 1920    | 1923    | 1926    | 1931    | 1937    | 1939    | 1959    | 1967    | 1970    | 1973    | 1976    | 1979    |
| ↗24 816 | ↘18 362 | ↗21 200 | ↗32 022 | ↗37 600 | ↗56 367 | ↗63 644 | ↗66 360 | ↗73 000 | ↗73 688 | ↗76 000 | ↘73 000 | ↘71 703 |
| 1982    | 1986    | 1987    | 1989    | 1992    | 1996    | 1998    | 2000    | 2001    | 2002    | 2003    | 2005    | 2007    |
| ↘71 000 | →71 000 | ↘70 000 | ↘64 789 | ↘64 300 | ↘62 700 | ↘61 300 | ↘59 700 | ↘58 700 | ↘56 405 | ↘56 400 | ↘54 600 | ↘53 000 |
| 2008    | 2009    | 2010    | 2011    | 2012    | 2013    | 2014    | 2015    | 2016    | 2017    | 2018    | 2019    | 2020    |
| ↘52 300 | ↘51 817 | ↗52 370 | ↘52 226 | ↘51 259 | ↘50 341 | ↘49 391 | ↘48 844 | ↘48 177 | ↘47 732 | ↘46 908 | ↘46 211 | ↘45 481 |
| 2021    |         |         |         |         |         |         |         |         |         |         |         |         |
| ↗45 830 |         |         |         |         |         |         |         |         |         |         |         |         |

На 1 января 2025 года по численности населения город находился на 355-м месте из 1124 городов Российской Федерации. По данным переписи, население города составило 45830 человек.

## Экономика

### Транспорт

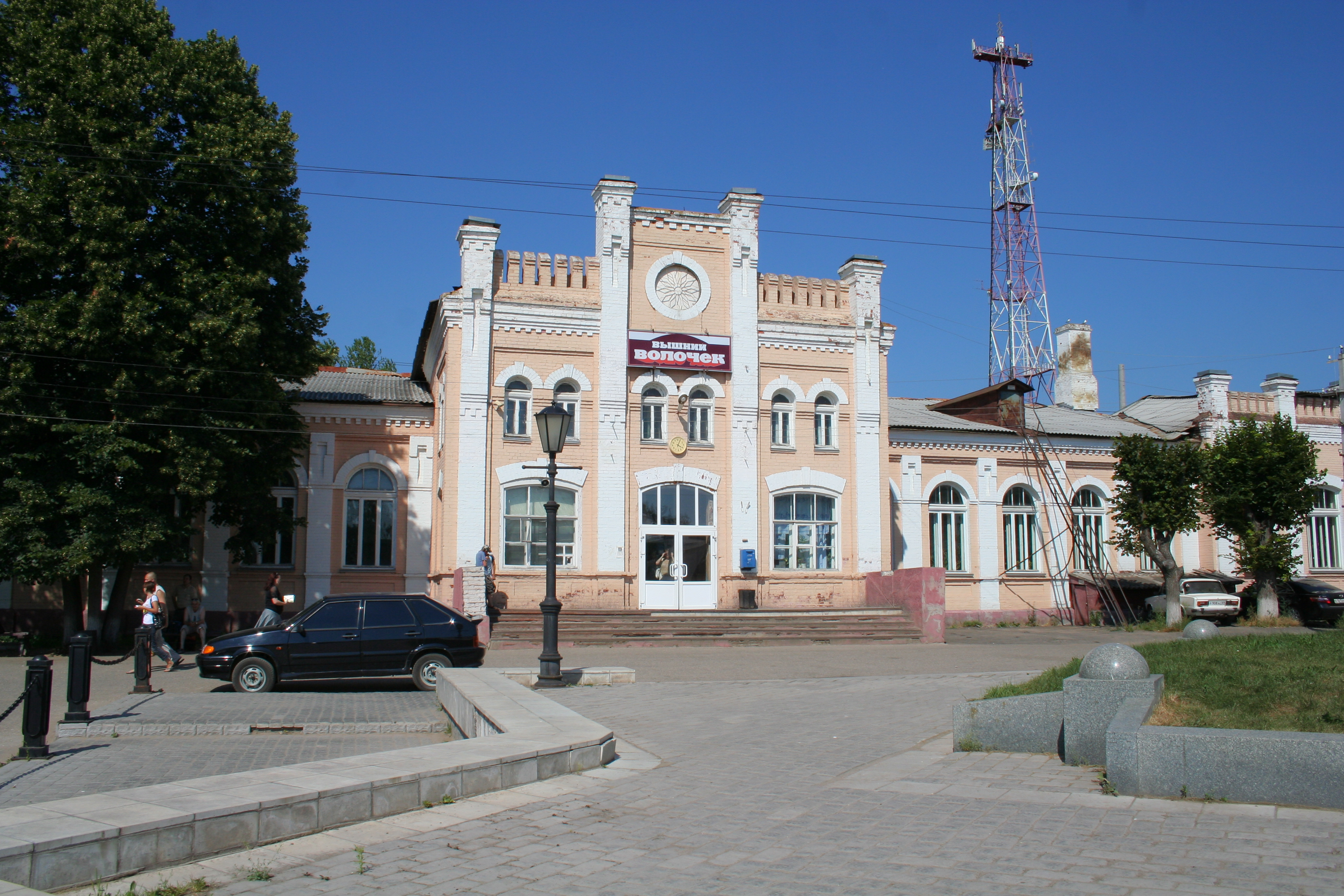
Железнодорожный вокзал

В Вышнем Волочке ранее действовала узкоколейная железная дорога, принадлежавшая Вышневолоцкому торфопредприятию. По ней в город доставляли торф.
Крупный вокзал на железнодорожной линии Санкт-Петербург—Москва. В городе останавливаются многие пассажирские поезда по этому маршруту, равно как и электрички по маршруту Бологое—Тверь. В Вышнем Волочке действует регулярное автобусное сообщение, работают 14 маршрутов, организатор Вышневолоцкое ПАТП, маршруты под номерами: 3, 7, 9, 10, 11 (в 2016 изменены на номера: 253, 267, 259, 260, 261 соответственно) идут из центра в ближний пригород, где расположены достаточно крупные населённые пункты: 3-й маршрут идёт в Красномайский, 7-й — в Сороки и посёлок Пригородный, 9-й — в Зеленогорский, 10-й — в Белый Омут и Горняк, 11-й — в д. Пашино. Наиболее загруженные маршруты: 1, 3, 4, 7, 8, 9.
Город находится на автотрассе M10 Санкт-Петербург—Москва. Трасса проходит по одной из центральных улиц города — Большой Садовой. В городской черте автомагистраль федерального значения М10, проходящая по городским улицам сужается, существуют пешеходные переходы, примыкания улиц (в городе начинается автодорога Р85) и несколько светофоров на трассе.
Асфальтовое покрытие на соседних с трассой улицах (данные на июль 2012 года) находилось в плохом состоянии, что крайне затрудняло объезд основной пробки. Через город в сутки проходило около 32000 автомобилей, что негативно сказывалось на жизни в городе и здоровье горожан.
28 ноября 2014 официально была открыта объездная скоростная автодорога протяжённостью 72 км, часть магистрали М-11 «Москва—Санкт-Петербург». Первое время проезд по ней был бесплатным, плату стали взимать с осени 2015 года. Окружная автодорога начинается в Торжокском районе недалеко от деревни Будово и заканчивается со стороны Санкт-Петербурга в Вышневолоцком районе рядом с деревней Курское. С этого момента пробки в Вышнем Волочке уходят в прошлое, транзитный транспорт идёт в обход по новой дороге, но с введением платного режима проезда часть транспортного потока вернулась на улицы города.
14 января 2020 года был закрыт на реконструкцию путепровод через Октябрьскую железную дорогу, признанный аварийным в 2018 году. Движение транспорта временно осуществлялось по объездной дороге длиной 11 км через посёлок Горняк и Терелесовский карьер. 17 сентября 2021 года восстановленный путепровод был вновь открыт.

### Телевидение
- Первый канал — «5 ДМВ»
- ТВЦ — «26 ДМВ»
- НТВ — «28 ДМВ»
- Россия К — «30 ДМВ»
- РЕН ТВ — «33 ДМВ»
- Пятый канал — «36 ДМВ»
- Россия 1 / ГТРК Тверь — «41 ДМВ»

В 2015 году запуск первого и второго цифрового пакета телевидения в стандарте DVB-Т2 на 38 и 52 дециметровом канале.

### Радиовещание
| Частота МГц | Название                                | Сайт                                | Мощн., кВт |
| ----------- | --------------------------------------- | ----------------------------------- | ---------- |
| 87,5        | Радио России / ГТРК Тверь               | smotrim.ru/radiorus / vesti-tver.ru | 0,5        |
| 87,9        | (ПЛАН) Радио Дача / Первая танцевальная | radiodacha.ru                       | 0,5        |
| 88,4        | DFM                                     | dfm.ru                              | 0,1        |
| 88,8        | Радио Для Двоих                         | rddfm.ru                            | 0,5        |
| 89,2        | Радио Звезда                            | radiozvezda.ru                      | 0,1        |
| 90,2        | (Молчит) Наше радио                     | nashe.ru                            | 0,1        |
| 101,3       | (ПЛАН) Радио ENERGY                     | www.energyfm.ru                     | 0,03       |
| 102,0       | Радио 7 на семи холмах                  | radio7.ru                           | 0,1        |
| 102,6       | Радио Рекорд / Радио Волочанин          | radiorecord.ru                      | 0,1        |
| 103,2       | Авторадио                               | www.avtoradio.ru                    | 1          |
| 103,6       | Дорожное радио                          | dorognoe.ru                         | 1          |
| 104,5       | Радио Вера                              | radiovera.ru                        | 1          |
| 105,1       | Радио Ваня                              | radiovanya.ru                       | 1          |
| 105,7       | Ретро FM                                | retrofm.ru                          | 0,1        |
| 106,1       | Европа Плюс                             | europaplus.ru                       | 0,1        |
| 106,6       | (ПЛАН) Радио Дача                       | www.radiodacha.ru                   | 0.1        |
| 107,0       | (Молчит) Пилот Радио                    | pilotradio.ru                       | 0,1        |
| 107,4       | Love Radio                              | www.loveradio.ru                    | 0,5        |

### Производство

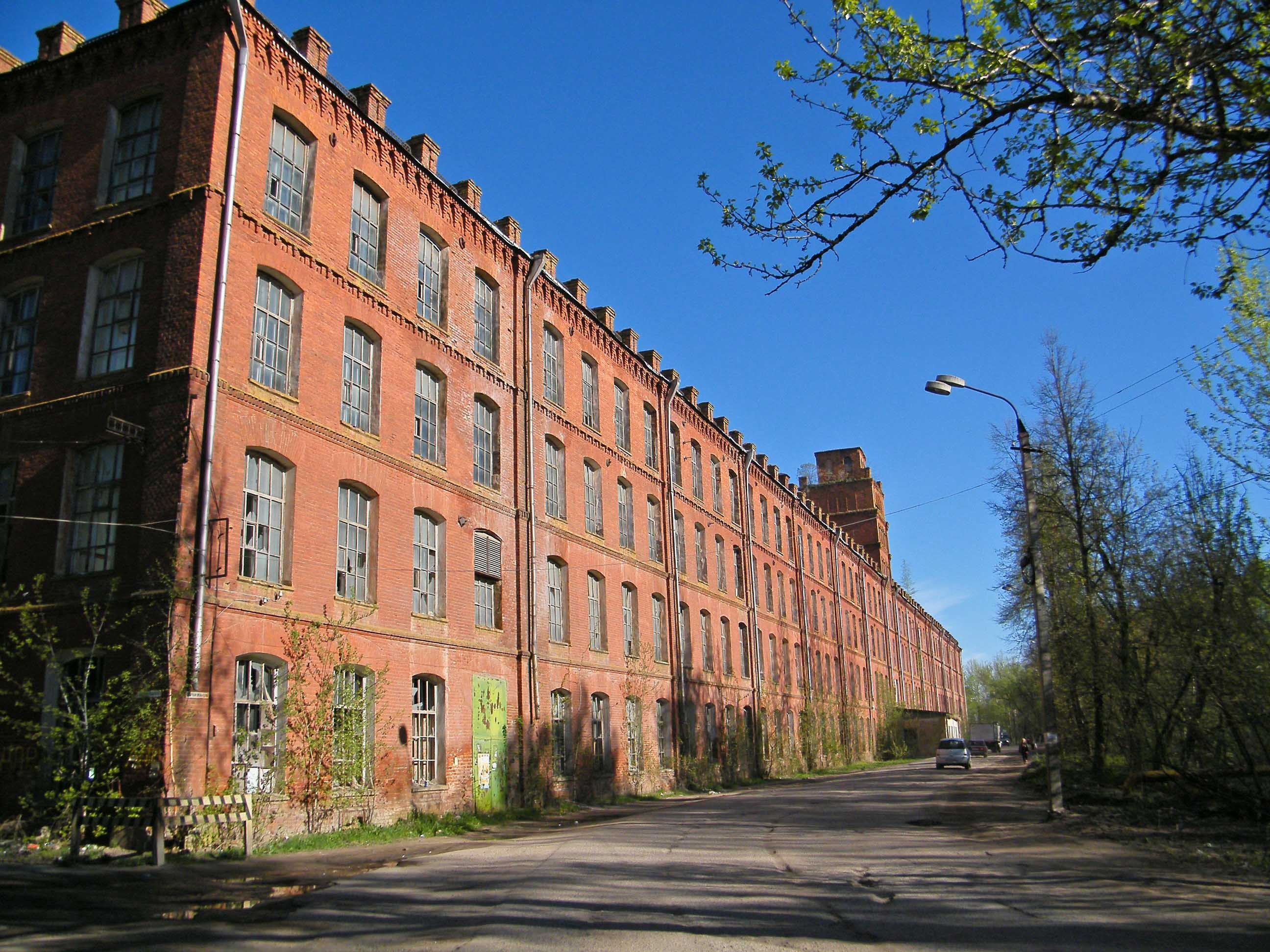
Старинное фабричное здание (Прохоровская мануфактура — фабрика «Пролетарский авангард») (к 2022 году полностью разрушено)

Объём отгруженных товаров собственного производства в обрабатывающих производствах составил, по данным 2009 года, 2,62 млрд рублей.
Лёгкая промышленность:
- Вышневолоцкий хлопчатобумажный комбинат — производство хлопчато-бумажной пряжи, тканей, текстильных и швейных изделий
- Трикотажная фабрика «Парижская коммуна» — производство трикотажного полотна на основе синтетических, натуральных волокон и их смесей, трикотажных изделий
- Швейная фабрика «Аэлита» — производство одежды из текстильных материалов
- Знаменитое производство валенок

Пищевая промышленность:
- Вышневолоцкий мясокомбинат — закрыт
- Вышневолоцкий хлебокомбинат

Стекольная промышленность:
- Стекольный завод имени 9 Января — производство стеклянных бутылок для различных напитков

Деревообрабатывающая промышленность:
- Вышневолоцкий мебельно-деревообрабатывающий комбинат (МДОК)
- Вышневолоцкий леспромхоз

## Образование
Средние специальные учебные заведения:
- Филиал Тверского торгово-экономического колледжа (расформирован)
- Вышневолоцкий колледж
- Вышневолоцкий медицинский колледж

## Достопримечательности

### Архитектурные и исторические сооружения
- Дом Сердюкова (1703—1719 годов постройки) на берегу Вышневолоцкого водохранилища, известен в Вышнем Волочке как «Домик Петра». Единственное сохранившееся в Тверской области здание, в котором достоверно бывал Пётр I[87]
- Здание магистрата (1777—1780, в 1901 пристроена пожарная каланча) — ныне здание центральной библиотеки[88]
- Императорский путевой дворец (около 1779 года постройки, впоследствии существенно перестроен). Ныне — здание средней школы № 6[89]
- Богоявленский собор
- Казанский монастырь
- Преображенская (Пятницкая) церковь. Самое раннее сохранившееся культовое строение в городе и одно из старейших в области, построенное в 1779—1783 годах на территории кладбища. У его стен покоятся 4 вышневолоцких священномученика: Владимир (Мощанский), Стефан (Кусков), Феодосий (Болдырев), Виктор (Воронов), что делает храм весьма значимым памятником культуры[90]
- 2 корпуса Торговых рядов (1837 и 1850). Ныне южный корпус 1850 года постройки находится в руинированном состоянии, северный разрушается
- Железнодорожный вокзал, построен между 1891 и 1906 годами на месте первоначальной станции III класса[91]. Является единственным зданием на Октябрьской железной дороге, которое сохранило до наших дней свой первозданный вид[92]
- Дача Рябушкинских — единственный в городе дом в стиле модерн, арт-резиденция современных художников[93][94]
- См. также: Список объектов историко-культурного наследия Тверской области (памятники Вышнего Волочка на с. 53—59)[95]

Памятники

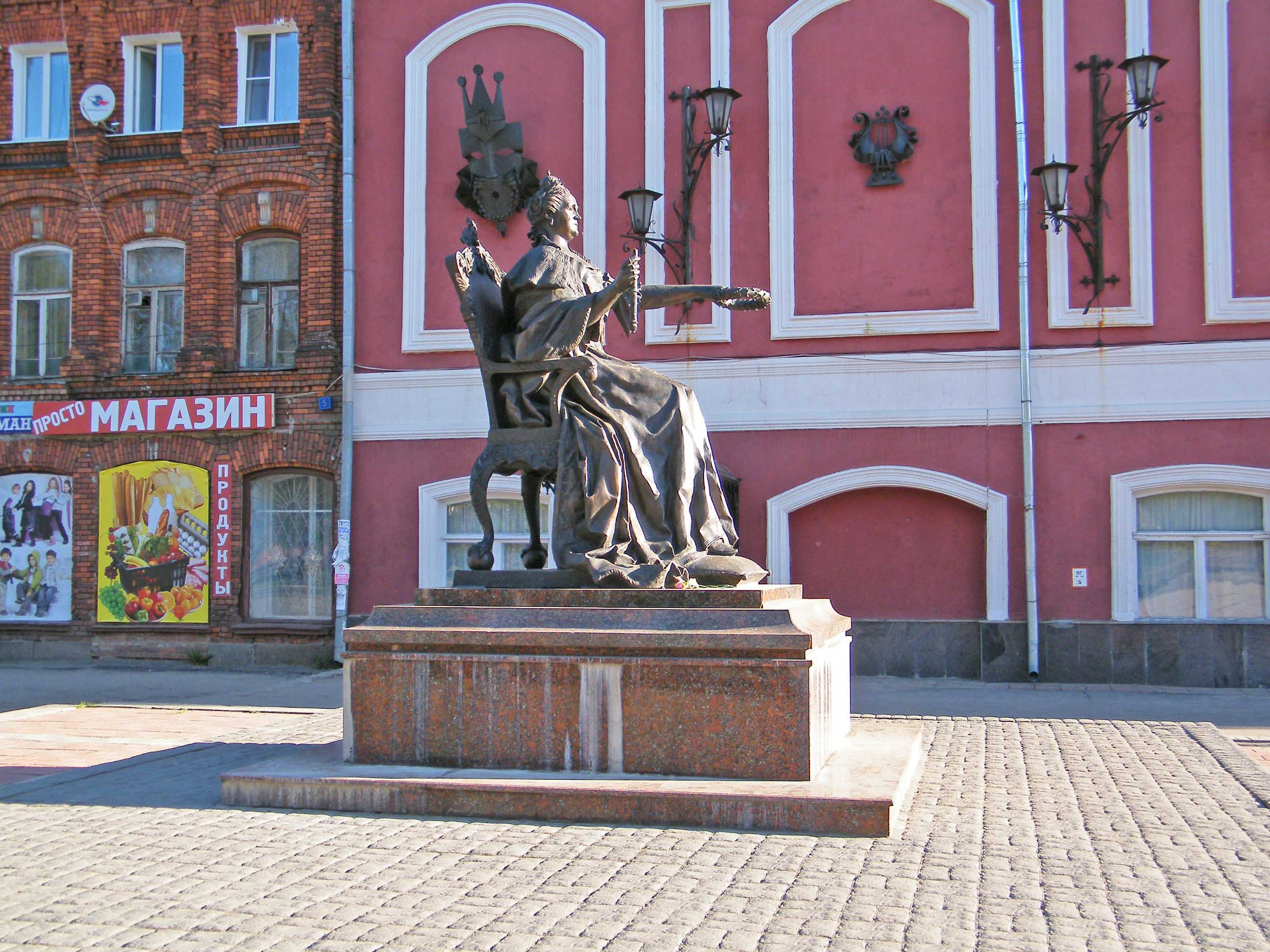
Вышний Волочёк. Памятник Екатерине II.

- Памятник императрице Екатерине II Великой. Открыт 19 сентября 2007 года в рамках второго культурно-туристского форума «Диалог культур на Великом водоразделе» в Вышнем Волочке. Автор памятника заслуженный художник Юрий Злотя
- Памятник Алексею Гавриловичу Венецианову. Открыт 18 февраля 1980 года к 200-летнему юбилею художника. Авторы: народный художник РСФСР, скульптор О. К. Комов и архитектор Н. И. Комова
- Памятник императору Петру I Великому и купцу Михаилу Сердюкову. Автор памятника заслуженный художник Юрий Злотя
- Бюст императора Петра I Великого. Автор памятника заслуженный художник Юрий Злотя
- Памятник Михаилу Юрьевичу Лермонтову
- Воинский мемориал
- Памятник Ленину

### Музеи
- Вышневолоцкий краеведческий музей имени Г. Г. Монаховой — открыт 7 ноября 1932 года. С 1977 года — филиал Тверского государственного объединённого музея. В период с 1982 по 2005 годы находился на реконструкции, после которой представляет обновлённую и расширенную экспозицию в новом здании[96]
- Межшкольный музей моряков-ветеранов вышневолочан — открыт 8 мая 1988 года по инициативе моряков-ветеранов в память о 450 семнадцатилетних жителях города и района, отправившихся на фронт в 1943 году для пополнения Черноморского флота. Уникальность музея — в наличии малоизвестных материалов и ценности исторических данных[97][98]
- Музей «Русские валенки» — открыт в ноябре 2012 года на базе фабрики «Валенки ручной валки». Уникальным экспонатом музея является «Царь-валенок» 201-го размера. Валенок-великан высотой 2,25 метра и весом 52 килограмма имеет надпись: «Валенку — благодарная Россия»[99]. Подобные музеи есть ещё в Москве, Мышкине, Кинешме, мордовском селе Урусово. А в Санкт-Петербурге в 2015 году появился арт-объект «Русский размер» — самый большой валенок в мире[100]

## Известные уроженцы
В Вышнем Волочке родились:
- адмиралы Анжу и Бедердинов,
- заместитель председателя правительства Российской Федерации по вопросам оборонно-промышленного комплекса Борисов,
- крупный руководитель железных дорог Васильев,
- министр финансов Вышнеградский,
- видный геодезист, начальник Корпуса военной топографов РККА Дитц,
- театральный режиссёр, сценарист, педагог народный артист России, лауреат государственной премии России Анатолий Иванов.
- Иванов — лейтенант авиации, участник Великой Отечественной войны, Герой Советского Союза (1944), лишён всех званий и наград в связи с осуждением.
- Актриса, лауреат Сталинской премии второй степени Караваева
- историк Кудряшов,
- дирижёр Кусевицкий,
- оперная певица Леонова,
- драматург Любашевский,
- начальник императорской резиденции в Царском Селе генерал князь Путятин,
- актёр театра и кино Семчев,
- академик РАН Соколов,
- прозаик Наталья Тарасенкова,
- министр культуры СССР Фурцева,
- геолог Александр Штукенберг,
- поэт Антон Штукенберг[101].

## Города-побратимы
- Реджо-ди-Калабрия (итал. Reggio di Calabria), Италия
- Береттьоуйфалу, Венгрия
- Пиццо (итал. Pizzo), Италия
- Юлёярви, Финляндия

## В искусстве
- Городу посвящена отдельная глава «Путешествия из Петербурга в Москву» А. Н. Радищева.
- Город упоминается в песне «Лесоповал» группы «Лесоповал».
- Город упоминается в песне Михаила Щербакова «Красные Ворота».
- Город упоминается в повести Э. Н. Успенского «25 профессий Маши Филипенко».
- В городе с 1896 года действует Вышневолоцкий драматический театр. Старейший театр Тверской области. Театр размещается в бывшем здании Общественного собрания. Зрительный зал театра рассчитан на 286 мест. С 1994 года в Вышнем Волочке проводятся фестивали театров малых городов России[102].
- Художественный фильм Сергея Соловьёва «Спасатель», практически полностью снят в городе и в интерьерах городских домов Вышнего Волочка.